# Berat Djimsiti
Berat Djimsiti  född 19 februari 1993 i Zürich i Schweiz är en albansk fotbollsspelare (försvarare) som spelar för den italienska klubben Atalanta.